# Ascogaster luzonensis
Ascogaster luzonensis är en stekelart som beskrevs av Baker 1926. Ascogaster luzonensis ingår i släktet Ascogaster och familjen bracksteklar. Inga underarter finns listade.